# Al-Qadisiyya (An-Najaf)
Pour les articles homonymes, voir Al-Qadisiyya.
Al-Qâdisiyya ou Cadésie est une ville située sur la rive droite de l'Euphrate à 50 km au sud de Najaf en Irak dans la province d'An-Najaf.

## Histoire
Al-Qādisiyya a été le théâtre d'une bataille décisive dans la conquête de la Perse par les arabes vers 636. Les troupes musulmanes du calife `Omar menées par Sa`d ibn Abī Waqqās malgré leur infériorité numérique battirent l'armée de l'empereur sassanide Yazdgard III, menée par Rostam Farrokhzād.

## Importance commerciale
Avant la conquête de la Perse par les arabes, Al-Qâdisiyya n'était qu'un petit village proche de la forteresse d'Udhayb. Ensuite la ville connut une forte croissance car elle se trouvait sur la route de Bagdad à La Mecque.